# (6233) Kimura
(6233) Kimura (1986 CG) – planetoida z pasa głównego asteroid okrążająca Słońce w ciągu 4,67 lat w średniej odległości 2,79 j.a. Odkryta 8 lutego 1986 roku.